# アレクサンダー・ゴードン (第2代ゴードン公爵)

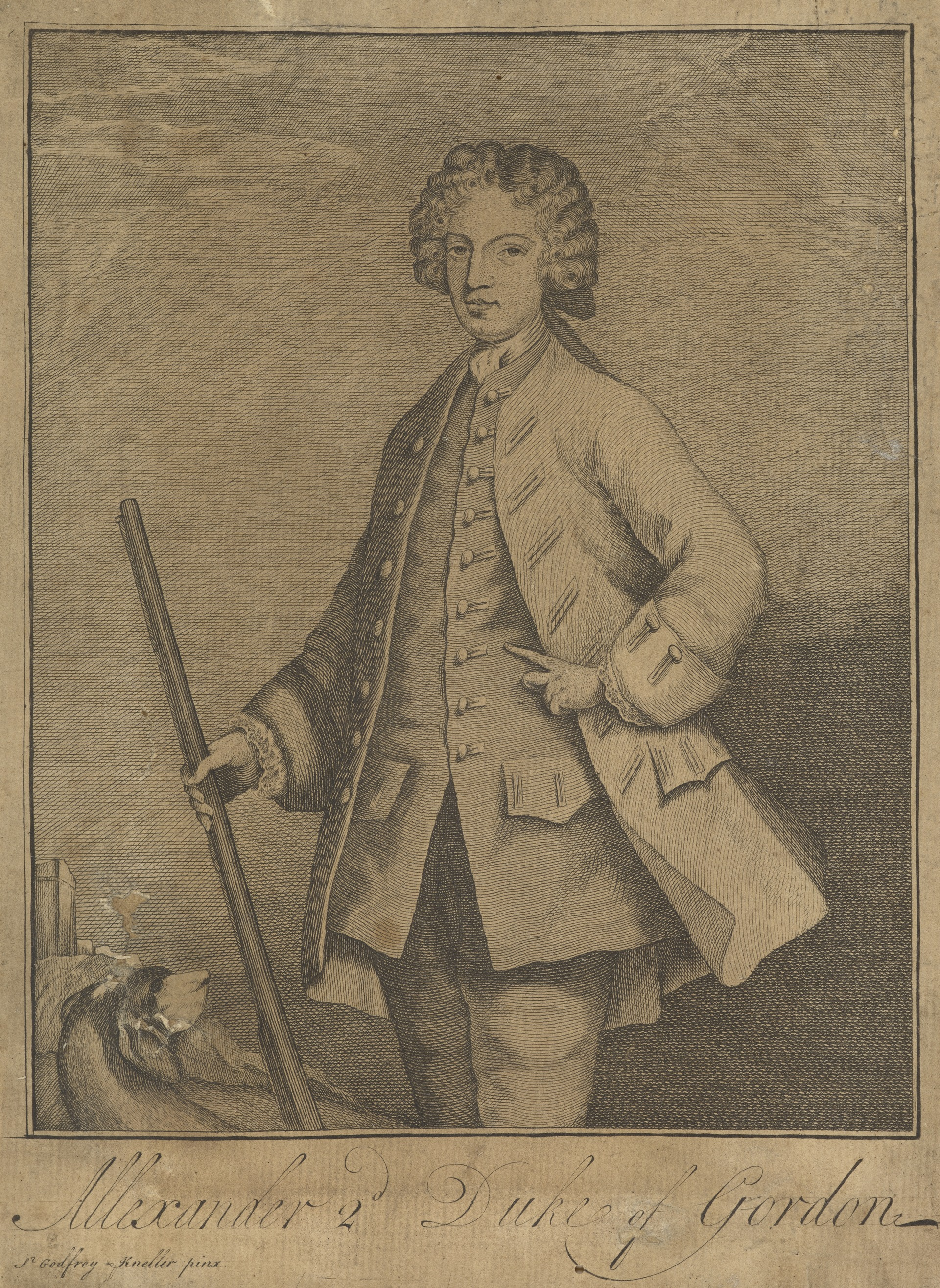
第2代ゴードン公爵アレクサンダー・ゴードン

第2代ゴードン公爵アレクサンダー・ゴードン（英語: Alexander Gordon, 2nd Duke of Gordon、1678年頃 - 1728年11月28日）は、スコットランド貴族、ジャコバイト。1715年ジャコバイト蜂起に参加したことで知られる。出生から1684年までエンジー伯爵の儀礼称号を、1684年から1716年までハントリー侯爵の儀礼称号を使用した。

## 生涯
1678年頃、初代ゴードン公爵ジョージ・ゴードンとエリザベス・ハワード（第6代ノーフォーク公爵の娘）の息子として生まれた。カトリックとして育ち、家族ぐるみのジャコバイト支持を受け継いだ。

### 十五年の乱
1715年ジャコバイト蜂起直前の1715年8月31日、「スコットランドにおける忠誠を奨励する法案」（Act for encouraging loyalty in Scotland）がジョージ1世の裁可を受けた。この法案は反逆を疑われた人物をエディンバラに召喚して、それに応じた者は許し、応じなかった者は1年間の禁固刑などの処罰に叙されるとした。ゴードンも召喚されたが出頭せず、ゴードン城で聖ジョージ騎士（Chevalier St. George）と称した。10月6日、ゴードンは歩兵2千と騎兵3百を率いてパースで老僭王と合流した。
11月13日にシェリフミュアの戦いに参戦した後、ゴードン城に戻った。同年冬にサザーランド伯爵がスコットランド北部における反乱鎮圧に乗り出し、1716年2月12日にゴードン城を占領されると、ゴードンは降伏した。4月にエディンバラに連行されてエディンバラ城に投獄されたが、「反乱を辞めることに間に合った」として訴追されなかった。

### 反乱以降
父の存命中にヨーロッパ宮廷を歴遊し、プロイセン王フリードリヒ・ヴィルヘルム1世やトスカーナ大公コジモ3世と友人関係になった。1716年に父が死去すると第2代ゴードン公爵になり、ゴードン城に住んだ。公爵位を継承した後もフリードリヒ・ヴィルヘルム1世とコジモ3世との文通を続け、フリードリヒ・ヴィルヘルム1世は自身の肖像画を、コジモ3世は自身の胸像をゴードンに送った。ローマ教皇クレメンス12世もゴードンに肖像画を送った。1728年11月28日に死去した。妻のヘンリエッタは1760年10月11日にプレストンホールで死去した。

## 家族
1707年2月13日以前にヘンリエッタ・モードント（第3代ピーターバラ伯爵チャールズ・モードントの娘）と結婚、2男3女をもうけた。子女たちはヘンリエッタによってプロテスタントとして育てられたため、彼女は1735年に1,000ポンドの年金を与えられた。
- エリザベス - ジョン・スケリーと結婚
- キャサリン（1713年 - 1791年） - フランシス・ウェイマス・チャーターリス（英語版）と結婚
- アン（1786年没） - 第2代アバディーン伯爵ウィリアム・ゴードンと結婚
- コスモ（1721年 - 1752年） - 第3代ゴードン公爵
- アダム（1726年 - 1801年）